# Port lotniczy Faaa
Port lotniczy Faaa – międzynarodowy port lotniczy w Faaa, położony 5 km na południowy zachód od centrum Papeete, na Tahiti. Jest największym portem lotniczym w Polinezji Francuskiej. Jest głównym węzłem linii lotniczych Air Tahiti Nui.
Zobacz zapytanie i odniesienia źródłowe Wikidata o wartości.

## Linie lotnicze i połączenia
| Linia Lotnicza    | Kierunek |
| ----------------- | --- |
| Air France        | 1. Los Angeles 2. Paryż-Charles de Gaulle |
| Air Moana         | 1. Atuona 2. Bora Bora 3. Nuku Hiva 4. Raiatea 5. Rangiroa |
| Air New Zealand   | 1. Auckland |
| Air Rarotonga     | 1. Rarotonga |
| Air Tahiti        | 1. Ahe 2. Arutua 3. Atuona 4. Bora Bora 5. Fakahina 6. Fakarava 7. Fangatau 8. Hao 9. Hikueru 10. Huahine-Fare 11. Kauehi 12. Makemo 13. Manihi 14. Mataiva 15. Maupiti 16. Moorea 17. Napuka 18. Nuku Hiva 19. Puka Puka 20. Raiatea 21. Raivavae 22. Rangiroa 23. Raroia 24. Rarotonga 25. Reao 26. Rimatara 27. Rurutu 28. Takaroa 29. Tatakoto 30. Tikehau 31. Totegegie 32. Tubuai-Mataura 33. Tureia |
| Air Tahiti Nui    | 1. Auckland 2. Los Angeles 3. Paryż-Charles de Gaulle 4. Seattle-Tacoma 5. Tokio-Narita (od 30 października 2023) |
| Aircalin          | 1. Numea |
| Delta Air Lines   | Sezonowo: 1. Los Angeles |
| French Bee        | 1. Paryż-Orly 2. San Francisco |
| Hawaiian Airlines | 1. Honolulu |
| United Airlines   | 1. San Francisco |